# Pauliska huset
| Pauliska huset med 1870-talets fasad och i maj 2009 |  | Pauliska huset med 1870-talets fasad och i maj 2009 |
| Pauliska huset med 1870-talets fasad och i maj 2009 |  |                                                     |

Pauliska huset är en byggnad i kvarteret Apollo vid Skeppsbron 26 i Stockholm. Huset byggdes på 1680-talet efter ritningar av Nicodemus Tessin d.ä.

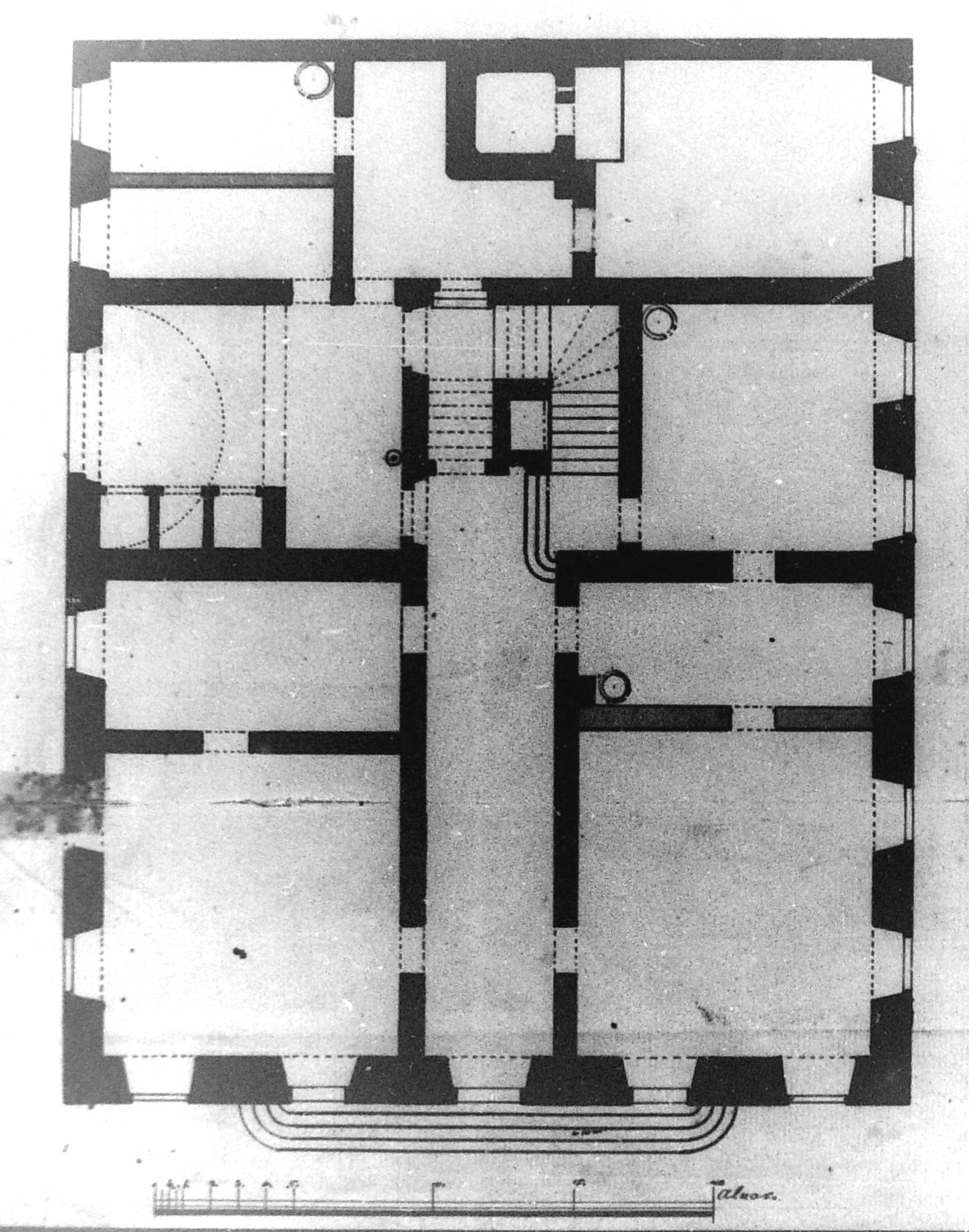
Bottenvåningen

Skeppsbron 26 uppfördes ursprungligen för rådman Anders Henriksson, då var huset troligen fyra våningar högt och hade ett säteritak. Fastigheten, som senare ägdes av “Fabriqueren Herr Nicolaus Pauli”, byggdes om 1769 genom arkitekt Casper Christian Friese. Då fick fasaden mot Skeppsbron sitt nuvarande utseende. Fler ombyggnader följde bland annat 1882 genom arkitekt Gustaf Sällström (1857-1937) samt på 1930-talet. Grundförstärkning genomfördes 1981.
Till sitt yttre har byggnaden i stort sett bevarat sitt utseende från 1768, men det var inte alltid så. Under 1800-talets senare hälft var det inte modern med gustaviansk enkelhet, då skulle fasaden "snyggas" till med diverse detaljer, som en bygglovsritning från februari 1883 illustrerar. En liknande omdekoration utfördes även på grannbyggnaden Dångerska huset och på Räntmästarhuset, Skeppsbron 48.
På 1930-talet ägdes fastigheten av Försäkrings AB Ocean och detta företag ansökte i maj 1934 hos Stockholms stads byggnadsnämnd att få återställa fasaden till sitt ursprungliga skick. I ansökan hette det bland annat: "Denna ritning, som utförts av Arkitekt O. Leijonhufvud, är utarbetad i nära anslutning till den ritning, som finns i Edert arkiv och daterar sig från 1768."
Fasaden mot Skeppsbron har en bredd motsvarande fem fönsteraxlar och en höjd av fyra våningar med en vindsvåning. Fasaden är  gustaviansk  enkel och avfärgad i en klar roströd kulör. Den höga bottenvåningen hålls i en ljusgrå färgton. Taket är plåttäckt och gestaltat som ett säteritak.
Idag (2009) ägs fastigheten av Malmegårds Fastighets AB vilket hyr ut det som kontor.

Fasadändringar genom tiden
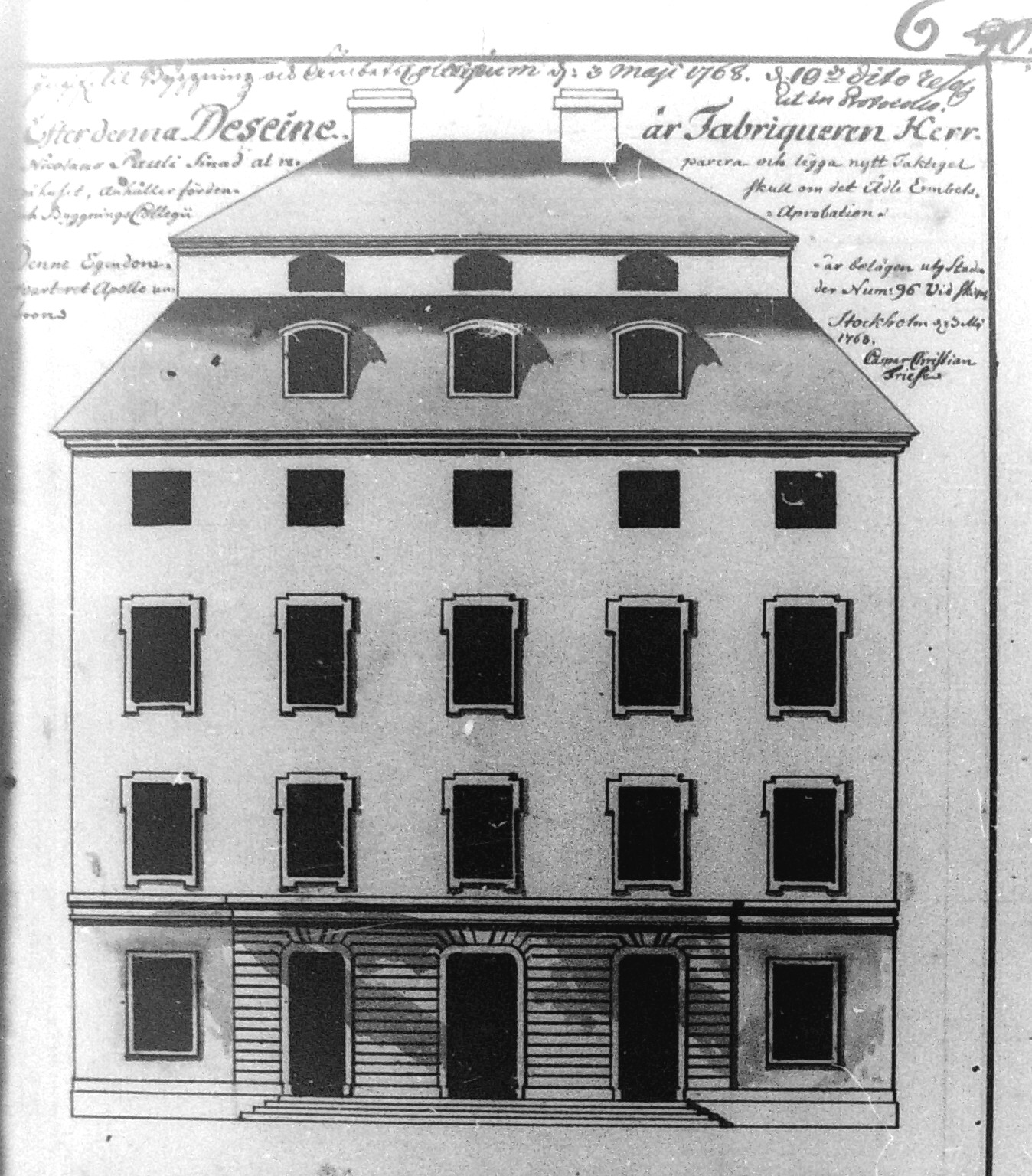
Fasadritning 1768
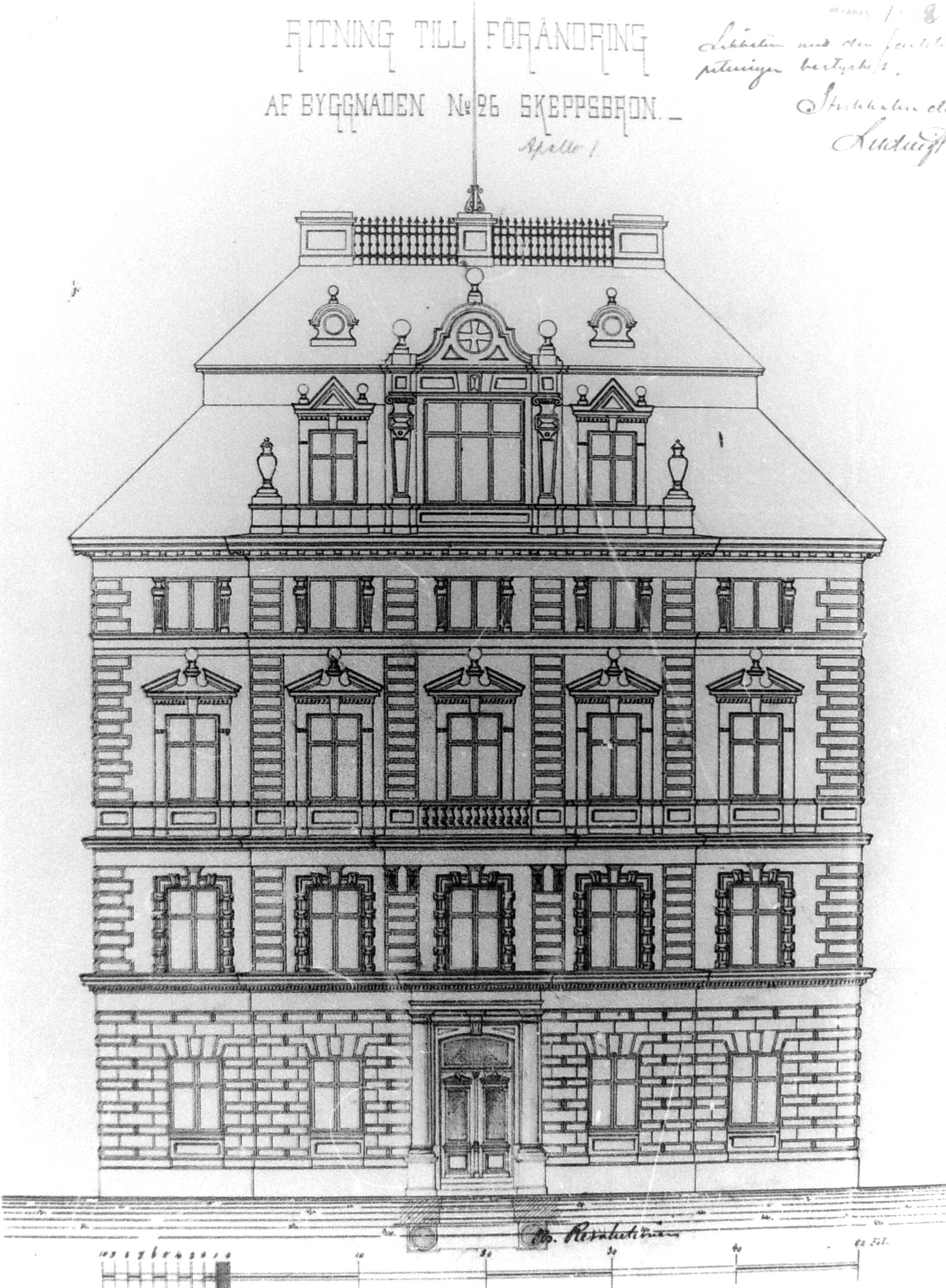
Fasadritning 1883
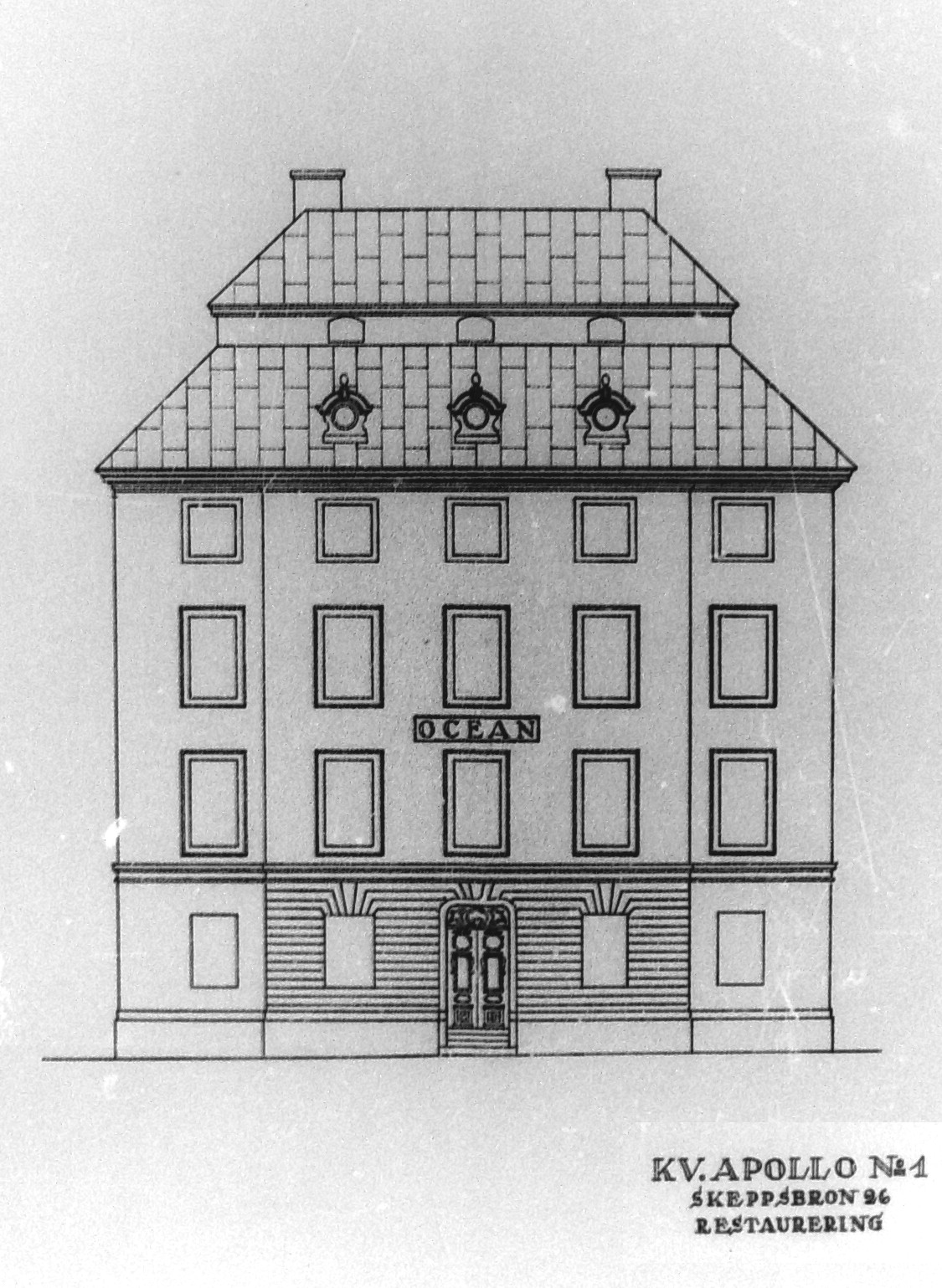
Fasadritning 1934